# Herb Kociewia

Herb Kociewia

Herb Kociewia, regionu etnograficzno-kulturowego w południowo-wschodniej części Pomorza Gdańskiego, został przyjęty 7 marca 2003 roku na Walnym Zgromadzeniu Federacji Stowarzyszeń i Związków „Więźba Kociewska” w Rokocinie. Został wybrany spośród trzech propozycji wyselekcjonowanych z prac nadesłanych na konkurs ogłoszony przez redakcję Dziennika Bałtyckiego. Autorem zwycięskiego projektu był student Uniwersytetu Gdańskiego Stanisław Buczkowski, artystycznie dopracowali go Józef Olszynka i Grzegorz Walkowski.
Herbem Kociewia jest prostokątna, zakończona półokrągło tarcza, podzielona na trzy części, co stanowi nawiązanie do trzech powiatów wchodzących w skład Kociewia: tczewskiego, starogardzkiego i świeckiego. Kolory poszczególnych pól symbolizują: żółty – urodzaj i bogactwo związane z polami uprawnymi, zielony – kociewskie lasy, niebieski – wodę i czyste powietrze. W centrum tarczy herbowej znajduje się zwrócony w lewo (heraldyczne prawo) czerwony gryf stojący na dwóch nogach, z łapami zakończonymi lwimi pazurami, orlim skrzydłem o pięciu piórach, sterczącymi uszami i podniesionym pionowo, lekko zakręconym ogonem. Gryf podkreśla historyczne związki Kociewia z Pomorzem, jego forma nawiązuje do godła księcia Sambora II z pieczęci książęcej na dokumencie lokacyjnym Tczewa z 1260 roku.